# 三昇足球會
三昇足球會（3 Sing Football Club）是香港一間足球會，除了征戰各項賽事外，旨在培育本土球員，推動本地足運，回饋社會。香港丙組聯賽盃奪冠，以第一名首次升上乙組聯賽；2023–2024乙組聯賽以冠軍首次升上甲組聯賽。

## 球隊歷史
三昇足球會成立於2020年，2021年參與香港石地最頂級賽事 - 《東南海盃》勇奪40歲組冠軍，於2021年8月，借用奇峰會籍並參加2021-22賽季香港丙組聯賽，並以冠軍及升班作為目標。
2021-22年度香港丙組聯賽盃，三昇獲得香港丙組聯賽盃冠軍，隨後參加乙組聯賽升班附加賽以A組首名升班香港乙組聯賽。
2023–24球季，教練團之一教練陳家興，2023年3月請辭，移民加拿大。2023年4月4日(星期二)，三昇已夠聯賽分數，已拋離第三名接近18分以上。確定來季首次升上香港甲組聯賽。2023年5月4日(星期四)，三昇已籌備來季甲组班底，打算簽入四名新外援，一名中堅，兩名中場，一名前鋒，加強甲组競爭力。謝教練更會起用多名U22球員令班底更年青化，組軍需時，2023年9月正式開操，再和各位球迷介紹球員大軍陣容。
2023–24球季，首次升上香港甲組聯賽，羅致四名能力和經驗俱備的球員，人稱「灰熊」的蘇偉泉、司職後防的黃華麟，、出身自南華青年軍的羅俊仁，和蕭俊銘擁有五季港超聯職業球員經驗。
2024–25球季，黎培基、周家樂、雷文迪及成家樂皆加盟該球會，並帶領球隊取得港甲殿軍的歷史佳績。
2025年7月7日，三昇足球會班主潘先生於Facebook宣佈由於場地申請被拒絕，加上被拒絕加入青少年足球聯賽，由當日起三昇足球會即時解散。

## 球會榮譽
| 榮譽                | 次數        | 年度        |
| 本 土 聯 賽         | 本 土 聯 賽 | 本 土 聯 賽 |
| ------------------- | ----------- | ----------- |
| 乙組聯賽 冠軍       | 1           | 2022–23     |
| 香港丙組聯賽盃 冠軍 | 1           | 2021–22     |

## 球隊名單
- 總監蘇偉文
- 領隊及青訓總監招重文
- 技術總監郭建邦
- 教練謝敏榮、傅樹聲
- 助教蘇耀文
- 管理陳永麟
- 守門員﹕1.關嘉輝、19.余晴朗
- 後衛﹕27郭詠燊、28黃志聰、77廸達、13黃廸衍、4.鄧梓軒、20.王景華、33.蘇偉泉、黃華麟、譚志傑、胡鍵逸
- 中場18.郭建邦、29.劉冠邦、7.劉梓堅、15.黃良杰、16.行健君、6.馬金駿、12蕭俊銘
- 前鋒﹕81.楊啟言、11岑浩浜、25.卡立、22.廖培楓、21.羅俊仁。

% 為U22球員

## 外部連結
- 三昇足球會的Facebook專頁
- 三昇足球會的Instagram帳戶
- 香港足球總會網站球會資料 （页面存档备份，存于）

1. ↑  三昇足球會. . Facebook. 2025-07-07  [2025-07-14] （中文（香港））.